# Leopold Kronecker

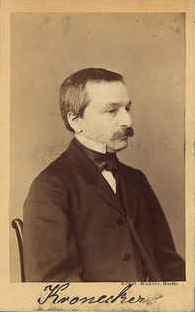
Leopold Kronecker

Leopold Kronecker (* 7. Dezember 1823 in Liegnitz; † 29. Dezember 1891 in Berlin) war ein deutscher Mathematiker.

## Leben
Leopold Kronecker entstammt einer gebildeten und wohlhabenden jüdischen Kaufmannsfamilie. Seine Eltern waren Isidor Kronecker und Johanna, geborene Prausnitzer. Der Physiologe Hugo Kronecker (1839–1914) war sein Bruder. Er genoss eine vorzügliche Schulbildung, zunächst durch Privatlehrer, anschließend am Liegnitzer Gymnasium unter anderem durch seinen Mathematiklehrer, den späteren Universitätsprofessor Ernst Eduard Kummer.
1841 begann er das Studium der Philosophie an der Universität Berlin und besuchte währenddessen Vorlesungen in Mathematik, Naturwissenschaften, Philosophie und klassischer Philologie. Nach kurzen Abstechern an die Universitäten von Bonn und Breslau kehrte er 1844 nach Berlin zurück, wo er 1845 mit seiner Arbeit „De Unitatibus Complexis“ („Über komplexe Einheiten“) zum Doktor der Philosophie promoviert wurde. Er wurde 1843 Mitglied der Burschenschaft Fridericia Bonn. Kronecker heiratete Fanny Prausnitzer und hatte mit ihr sechs Kinder.
Danach verließ er die Universität und betätigte sich einige Jahre sehr erfolgreich als Geschäftsmann. 1855 war er wirtschaftlich unabhängig und kehrte als Privatgelehrter an die Universität Berlin zurück. Zu seinen Schülern zählte unter anderem Georg Cantor. 1861 wurde Kronecker korrespondierendes Mitglied der Göttinger Akademie der Wissenschaften und ordentliches Mitglied der Berliner Akademie der Wissenschaften. Einen Ruf auf eine Professur in Göttingen lehnte er 1868 ab. Er blieb in Berlin und folgte dort 1883 seinem ehemaligen Lehrer Kummer auf dessen Lehrstuhl nach. Unter Mitwirkung von Weierstraß, Helmholtz, Schroeter und Fuchs gab er das von Crelle begründete Journal für Mathematik heraus. 1868 wurde er korrespondierendes Mitglied der Académie des sciences in Paris und 1872 der Russischen Akademie der Wissenschaften in St. Petersburg. Im Jahr 1884 wurde er zum Mitglied der Leopoldina sowie zum auswärtigen Mitglied der Royal Society gewählt. 1875 wurde er Ehrenmitglied der London Mathematical Society.

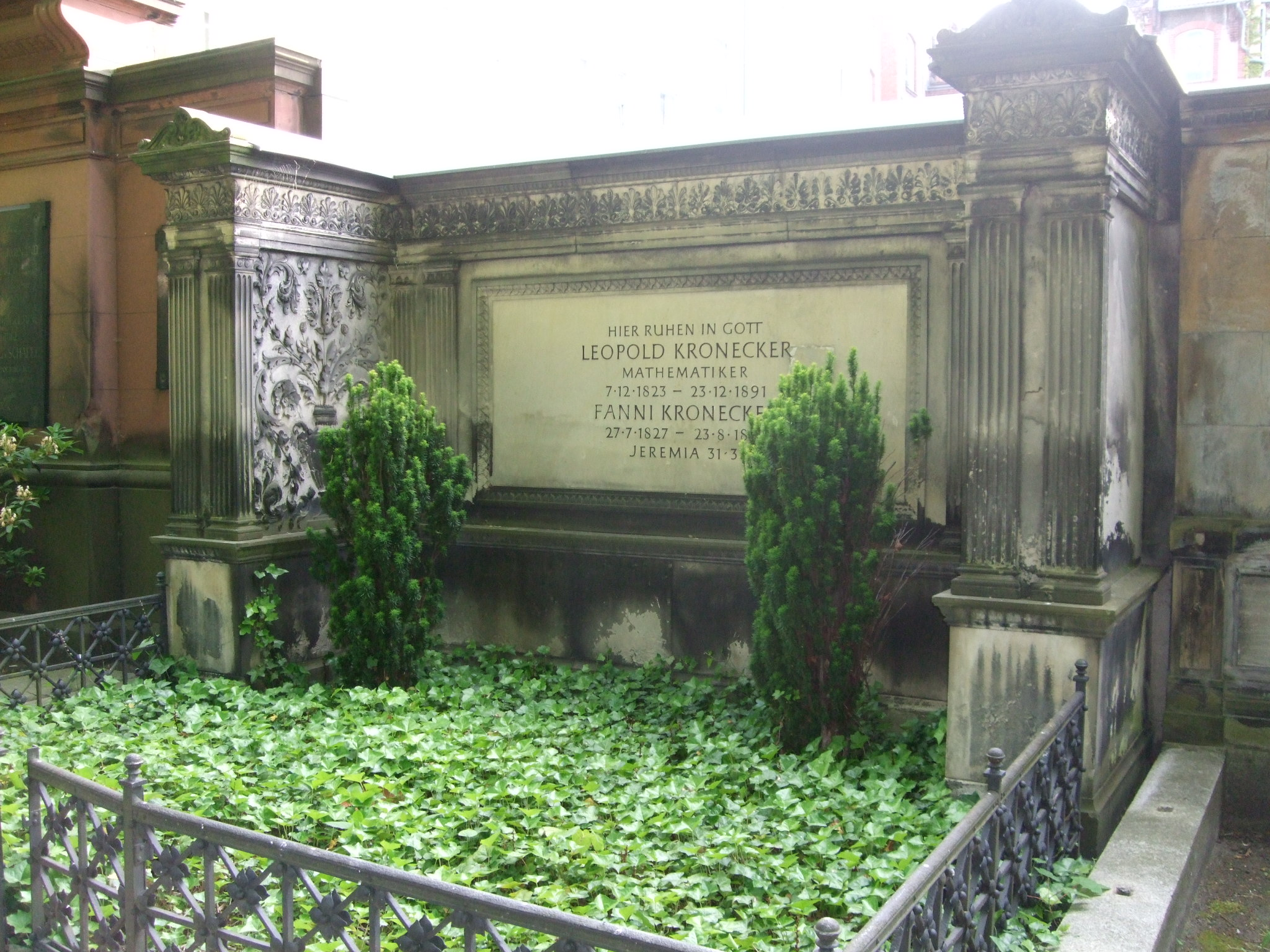
Grabstätte von Leopold und Fanni Kronecker auf dem Alten Sankt-Matthäus-Kirchhof in Berlin-Schöneberg (Lage:)

Leopold Kronecker starb am 29. Dezember 1891 an den Folgen einer Bronchitis. Sein Grab befindet sich auf dem evangelischen Alten St.-Matthäus-Kirchhof in Tempelhof-Schöneberg. Es ist seit 1969 als Ehrengrab der Stadt Berlin gewidmet. Zu seinen Nachfahren gehörte Jutta Kronecker, die mit dem Philologen und Hochschullehrer Konrad Sandkühler verheiratet war.

## Werk
Seine Forschungen lieferten grundlegende Beiträge zur Algebra und Zahlentheorie, aber auch zur Analysis und Funktionentheorie. Im Laufe der Zeit wurde er Anhänger des Finitismus, ließ nur mathematische Gegenstände gelten, deren Existenz durch explizite Konstruktionen gesichert werden konnte, und versuchte die Mathematik allein auf Grundlage der natürlichen Zahlen zu definieren. Dadurch geriet er in Konflikt mit vielen bedeutenden Mathematikern seiner Zeit; insbesondere griff er Georg Cantor und dessen Mengenlehre öffentlich und scharf an, wobei er diese in weiten Strecken sehr unkonstruktiv untersuchte. Kronecker war überzeugt, dass mit der Mengenlehre für die konkrete Analysis nichts zu gewinnen sei. Bekannt wurde auch sein Ausspruch: „Die ganzen Zahlen hat der liebe Gott gemacht, alles andere ist Menschenwerk.“ Kroneckers Finitismus machte ihn zu einem Vorläufer des mathematischen Konstruktivismus.
Nach David Hilbert hat Kronecker die Zahlentheoretiker mit den Lotophagen verglichen, „die, wenn sie einmal von dieser Kost etwas zu sich genommen haben, nie mehr davon lassen können“.
Nach ihm benannt sind unter anderem:
- der Satz von Kronecker-Weber,
- das Kronecker-Delta,
- das Kroneckersche Lemma,
- das Kronecker-Symbol,
- das Kronecker-Produkt,
- die Kronecker-Konstruktion,
- der Kroneckersche Approximationssatz[9] und
- die Grenzformel von Kronecker in der algebraischen Zahlentheorie.[10] Eine schöne Anwendung der Grenzformel ist die Kroneckersche Lösung der Pellschen Gleichung, bei der eine (nicht-triviale) Einheit in einem reellquadratischen Zahlkörper durch Werte der Dedekindschen Eta-Funktion ausgedrückt wird.[11]
- die Hermite-Kronecker-Brioschi-Charakterisierung von Gleichungen fünften Grades in der Algebra und Infinitesimalrechnung mittels elliptischer Modulfunktionen